# Platynectes decempunctatus
Platynectes decempunctatus är en skalbaggsart som först beskrevs av Fabricius 1775.  Platynectes decempunctatus ingår i släktet Platynectes och familjen dykare. Inga underarter finns listade i Catalogue of Life.